# Кшищоф Кешловски
Кшѝщоф Кешло̀вски (на полски: Krzysztof Kieślowski) е полски филмов режисьор.

## Биография
Роден е на 27 юни 1941 г. във Варшава. През 1968 г. завършва Филмовата академия в Лодз. Дебютира с телевизионния документален филм Снимката (Zdjęcie). През 1973 г. реализира първия си игрален филм. До 1983 г. е свързан с Варшавското студио за документални филми. От 1974 г. е член на Филмово студио ТОР, ръководено след 1980 г. от Кшищоф Зануси. В периода 1978 – 1981 г. е заместник-председател на Дружеството на полските филмови дейци.
Международно признание му донасят Кратък филм за убийството и Кратък филм за любовта (1988), части от цикъла Декалог. След 1991 г. реализира филмите си като френско-полски копродукции. След Три цвята (1993 – 1994) обявява, че прекратява режисьорската си кариера. През последните години от живота си подготвя сценариите за филмовия триптих Ад, Чистилище, Рай.
Преподава в Берлин, Хелзинки, Лодз, Катовице и в Швейцария.
Умира на 13 март 1996 г.

## Творчество

### Документални филми
- 1966 – Институция (Urząd) – студентска работа
- 1968 – Снимката (Zdjęcie) – студентска работа
- 1969 – От град Лодз (Z miasta Łodzi) – дипломна работа
- 1970 – Аз бях войник (Byłem żołnierzem)
- 1970 – Фабрика (Fabryka)
- 1971 – Преди нападението (Przed rajdem)
- 1972 – Рефрен (Refren)
- 1972 – Работници '71: нищо за нас без нас (Robotnicy '71: nic o nas bez nas)
- 1972 – Между Вроцлав и Жельона Гура (Między Wrocławiem a Zieloną Górą)
- 1972 – Основи на сигурността и хигиената на труда в медните мини (Podstawy BHP w kopalni miedzi)
- 1973 – Зидарят (Murarz)
- 1974 – Осветяване (Prześwietlenie)
- 1974 – Първа любов (Pierwsza miłość)
- 1975 – Автобиография (Życiorys)
- 1976 – Шисти (Klaps)
- 1976 – Болница (Szpital)
- 1977 – През погледа на нощния портиер (Z punktu widzenia nocnego portiera)
- 1977 – Не знам (Nie wiem)
- 1978 – Седем жени на различна възраст (Siedem kobiet w różnym wieku)
- 1980 – Гара (Dworzec)
- 1980 – Говорещите глави (Gadające głowy)
- 1988 – Седем дни в седмицата (Siedem dni w tygodniu)

### Игрални филми
- 1966 – Трамвай (Tramwaj) – студентска работа
- 1967 – Концерт по желание (Koncert życzeń) – студентска работа
- 1973 – Подлез (Przejście podziemne)
- 1975 – Персонал (Personel)
- 1976 – Белег (Blizna)
- 1976 – Спокойствие (Spokój)
- 1979 – Кинолюбител (Amator)
- 1981 – Кратък работен ден (Krótki dzień pracy)
- 1981 – Случайност (Przypadek)
- 1984 – Без край (Bez końca)
- 1987 – Кратък филм за убийството (Krótki film o zabijaniu)
- 1988 – Кратък филм за любовта (Krótki film o miłości)
- 1988 – Декалог (Dekalog) – цикъл от 10 телевизионни филма
- 1991 – Двойственият живот на Вероника (Podwójne życie Weroniki/ La Double vie de Véronique)

Трилогия Три цвята (trylogia Trzy kolory)
- 1993 – Три цвята. Синьо (Trzy kolory. Niebieski; Trois couleurs: Bleu)
- 1993 – Три цвята. Бяло (Trzy kolory. Biały; Trois couleurs: Blanc)
- 1994 – Три цвята. Червено (Trzy kolory. Czerwony; Trois couleurs: Rouge)

## Награди
През 1993 година получава „Златен лъв“ от филмовия фестивал във Венеция. На следващата година е награден със „Сребърна мечка“ от фестивала в Берлин. Три пъти е номиниран за „Оскар“ и два пъти за „Златна палма“. През 1993 е отличен с Орден за литература и изкуство от министъра на културата на Франция. Член на Британския филмов институт (от 1990) и Американската филмова академия (от 1995), лауреат на Наградата на Европейската филмова академия.

## Памет
От 2000 г. неговото име носи Факултетът за радио и телевизия на Силезийския университет в Катовице.